# Teatro della Società filodrammatica
Il teatro della Società filodrammatica si trova in località Ambra, a Bucine.
La costruzione del teatro risale al 1931. È costituito da una sala con galleria; il palcoscenico è molto ampio e occupa uno spazio pari alla metà di quello della sala. Nel 1961 il teatro è stato interessato da un intervento di restauro che lo ha portato alla stato attuale.